# Corydoras maculifer
Corydoras maculifer é uma espécie de peixe da família dos cal·líctids e da ordem dos siluriformes.

## Descrição
Os machos podem alcançar 5,9 cm de comprimento. Vivem na América do Sul, no Rio Araguaia, no Brasil.